# Imbramowice (Żarów)

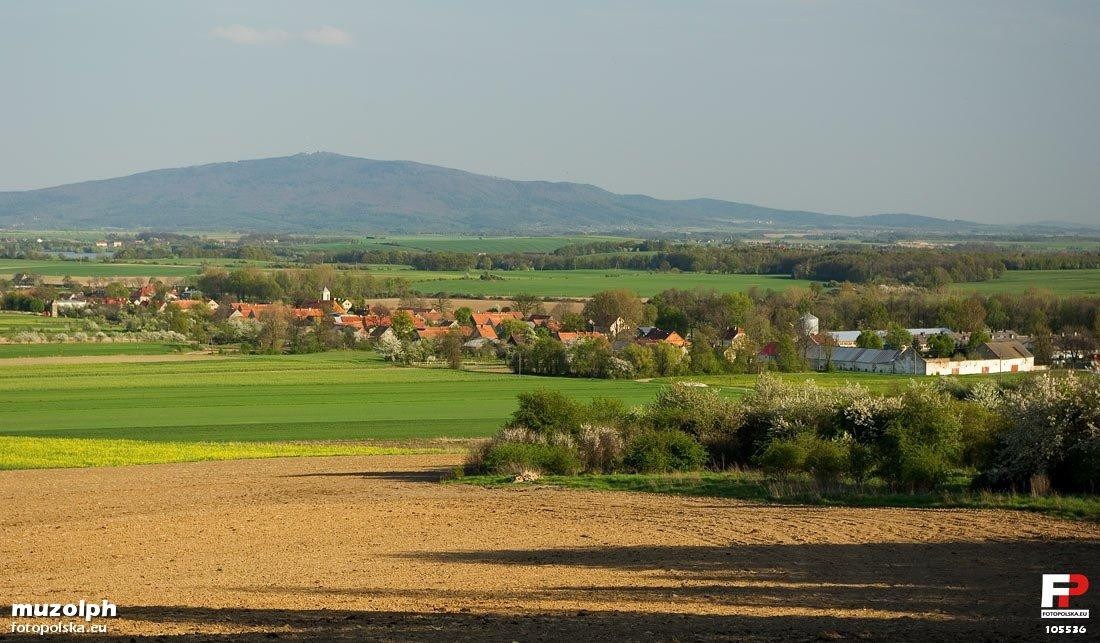
Imbramowice

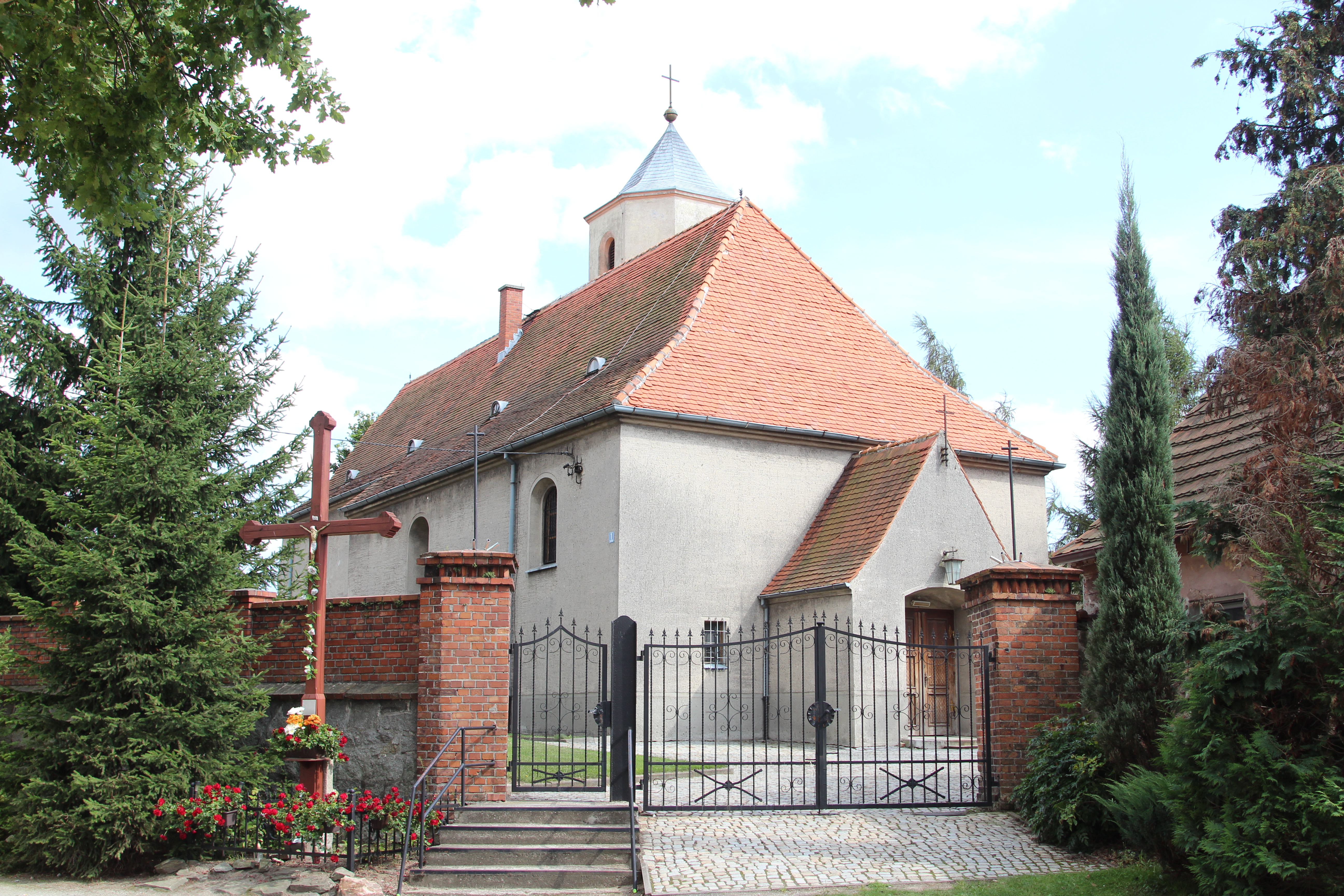
Marienkirche

Imbramowice (deutsch Ingramsdorf) ist ein Dorf in der Landgemeinde Żarów (Saarau) im Powiat Świdnicki (Kreis Schweidnitz) in der Woiwodschaft Niederschlesien in Polen.

## Lage
Imbramowice liegt ca. 8 Kilometer nordöstlich von Żarów (Saarau) und 18 Kilometer nordöstlich von Świdnica (Schweidnitz). Nachbarorte sind Marcinowiczki (Klein Merzdorf) im Westen, Pyszczyn (Pitschen) im Nordwesten, Tarnawa (Tarnau) im Südwesten und Buków (Bockau) im Nordosten.

## Geschichte
1228 machte Herzog Heinrich I. eine Stiftung der Kirche von Polsnitz, in der ein Lokator Imbrani dem Gotteshaus zwei freie Huben zu Zirlau schenkte. Neben Zirlau, das er zu deutschem Recht aussetzte, entstand „Imbrani Villa“, welches 1213 erstmals erwähnt wurde. 1369 erscheint es als „Ingeramsdorff“. Territorial gehörte Ingramsdorf zunächst zum Herzogtum Schweidnitz, welches 1290/91 durch die Ausgliederung des südlichen Teil des Herzogtums Breslau entstand.
Ingramsdorf zerfiel in fünf Anteile. 1372 war der Besitzer Hans von Czirn. 1391 verkauften es die Brüder Heinrich, Bernhard und Hans von Hund an Nitsche oder Nikolaus von Hund. 1419 wurde Ingramsdorf unter Heinze, Nitsche und Sigmund von Hund geteilt. 1470 veräußerte George von Hof drei Anteile am Kretscham dem George Mettge. Von seinen drei Söhnen besaß 1501 Christoph Mettge einen Anteil von Ingramsdorf. 1502 trat Heinze Mettge das Gut an seinen Bruder Thamme ab. 1537 verkaufte Hans von Hof-Schnurbein eine drei Huben große Hofreite mit einem Gärtner an Christoph Bauch zu Tarnau. 1548 erwiesen Hans von Hof-Schnurbein die Gerichte und Christoph Mettge das Ubar von Ingramsdorf. 1550 erscheinen auf Ingramsdorf Hans von Hof-Schnurbein, Hans von Hund, Christoph Bauch, Thamm Mettge, Melcher Mettge, Christoph Mettge sowie Adam von Hof-Schnurbein. 1580 erwarb Christoph von Kuhl einen Anteil von Christoph Mettge, der es wiederum 1587 an Adam von Strachwitz abtrat. 1619 waren in Ingramsdorf Heinrich Eibel, Hans von Hof-Schnurbein, Hans von Hund, Ernst von Kuhl und Christoph von der Dahm begütert. 1630 erhielt Hans von Hof-Schnurbein von Ernst von Kuhl dessen Anteil. Der nieder Anteil kam 1649 von Christoph von Strachwitz an Hans Christoph von Kuhl. Ursula von Hund übergab 1658 Mittel-Ingramsdorf an Johann Christoph von Hof-Schnurbein. 1659 veräußerte Heinrich von Kuhl Nieder-Ingramsdorf an Hans Ernst von Engelhardt und Schnellenstein. Christian August von Hof-Schnurbein überließ 1691 Mittel-Ingramsdorf der Maria Elisabeth Freiin von Zedlitz und zur gleichen Zeit Anna Maria von Engelhardt, geb. von Borschnitz, Nieder-Ingramsdorf an Karl Julius Baron von Zedlitz auf Krazkau. 1670 gehörte Karl Christian von der Dahm Ober-Ingramsdorf. Durch seine Vermählung 1694 mit Johanna Eleonora von der Dahm erbte Ober-Ingramsdorf Hans Kaspar von Koschenbar. 1722 verkaufte von Koschenbar Ober-Ingramsdorf an Hans Heinrich von Reichenbach auf Pitschen. 1726 gehörte es Hans Heinrich III. Graf von Hochberg-Rohnstock. 1737 kam es für 47.000 Reichstaler an Samuel Adolph von Winterfeld und nach seinem Tod zwei Anteile an Karolina Sophie von Klinkowski, geb. von Reichenbach. 1785 war das ganze Dorf in Eigentum von Johann Adolph von Kobelsdorff auf Konradswaldau und Mitte des 19. Jahrhunderts der Landgräfin von Fürstenberg.
Nach dem Ersten schlesischen Krieg fiel Ingramsdorf mit fast ganz Schlesien an Preußen. Die alten Verwaltungsstrukturen wurden aufgelöst und Ingramsdorf in den Landkreis Schweidnitz eingegliedert, mit dem es bis zu seiner Auflösung 1945 verbunden blieb. 1785 zählte Ingramsdorf in Ober-, Mittel- und Nieder-Ingramsdorf unterteilt, eine katholische Kirche die bis 1654 evangelisch war, eine Pfarrwohnung, zwei Schulhäuser, drei Vorwerke, acht Bauern, 28 Gärtner, neun Häusler, zwei Windmühlen und 300 Einwohner. Im Herbst 1843 erfolgten in Ingramsdorf Schürfversuche auf Braunkohlegewinnung.
1845 waren es 75 Häuser, drei Vorwerke, 618 Einwohner (185 katholisch), evangelische Kirche zu Konradswaldau, eine evangelische Schule mit einem Legat des Auszüglers Süssenbach († 1826), eine katholische Pfarrkirche, eingepfarrt: Ingramsdorf, Klein-Märzdorf, Pitschen mit einer Kapelle, verbunden waren: Domanze mit Kirche und Widum, Hochposeritz mit Kirche und Widum, eine katholische Schule, eingeschult: Konradswaldau, Märzdorf, Pitschen, Tarnau und Neusorgau, zwei Windmühlen, 20 Handwerker, vier Getreidehändler, 280 Rinder, 1600 Merino-Schafe, eine Fasanerie.
Die Gutsbesitzer stellte nach 1868 die Familie von Kulmiz, dessen Vertreter wechselnd die Herrenhäuser in Saarau und Konradswaldau als Hauptwohnsitz bestimmten. Sie wurden 1867 in den preußischen Adel aufgenommen. Letzter Gutsherr in Ingramsdorf wurde Carl Adolf von Kulmiz (1886–1950), verheiratet seit 1914 mit der Gräfin Maria Lyza von Bethusy-Huc. Das Gut Ingramsdorf besaß 510,70 ha. Bevollmächtiger der von Kulmiz für alle Güter, auch Tarnau, war Kurt Graf Blücher von Wahlstatt in Blüchersruh bei Kanth, als Güterdirektor agierte Hr. Englisch mit Sitz in Konradswaldau. Nach den Enteigungen 1945 lebte die Familie von Kulmiz mit ihren Kindern in Oberbayern.
Als Folge des Zweiten Weltkriegs fiel Ingramsdorf 1945 an Polen und wurde in „Imbramowice“ umbenannt. Die deutsche Bevölkerung wurde, so weit sie nicht schon vorher geflohen war, vertrieben. Die neu angesiedelten Bewohner waren zum Teil Heimatvertriebene aus Ostpolen.

## Sehenswürdigkeiten
- Römisch-katholische Kirche der Heiligen Jungfrau Maria